# 洛科亞 (加利福尼亞州)
洛科亞（英語：Lokoya）是位於美國加利福尼亞州納帕縣的一個非建制地區。該地的面積和人口皆未知。

## 地理
洛科亞的座標為38°22′24″N 122°25′40″W / 38.37333°N 122.42778°W，而該地的平均海拔高度為538米（即1765英尺）。